# المركز الجغرافي لأوروبا
المركز الجغرافي لأوروبا هو موقع في القارة الأوروبية مختلف في تحديد مكانه بسبب الاختلاف في طريقة القياس وكذلك في تحديد حدود للقارة الأوربية وأقصى نقاطها شرقا وغربا. والأماكن التي عينت كمركز لأوروبا هي:
- بيرنوتاي قرب العاصمة اللتوانية فيلنيوس.
- كروله قرية في وسط سلوفاكيا.
- راكيف بلدة صغيرة في أوكرانيا.
- سكفولا في شمال شرق بولندا.